# Pipistrellus maderensis
El murciélago de Madeira (Pipistrellus maderensis) es una especie de murciélago microquiróptero de la familia Vespertilionidae.

## Descripción
Murciélago de pequeño tamaño y muy parecido al murciélago de borde claro (Pipistrellus kuhlii), del que casi con toda seguridad se ha originado[cita requerida]. Con una coloración general pardo madera, con la piel desnuda más oscura que su pariente cercano. Borde claro en la parte posterior de la membrana alar casi siempre hasta el quinto dedo; en los ejemplares de Madeira esta característica está ausente y en los de La Palma solo está presente en una parte de la población. Las hembras son mayores que los machos.

## Distribución
Es propio del archipiélago de Madeira y de las islas Canarias, donde se encuentra en las islas de La Palma, La Gomera, El Hierro y Tenerife.

## Hábitat
Se localiza prácticamente en todos los tipos de hábitat, desde la zona del piso basal, estigios termófilos, laurisilva, fayal-brezal, pinar y piso supracanario seco. Se refugia en palmeras canarias (Phoenix canariensis), casas y construcciones generalmente abandonadas, grietas en túneles, en barrancos y acantilados marinos, desde el nivel del mar a los 2150 m s. n. m.

## Amenazas
El taponamiento de sus refugios, en viviendas paralizadas, el empleo de biocidas en cultivos de plátano (Musa paradisiaca) y la abundancia de ratas en los bosques de laurisilva.